# 10 Pułk Kolejowy
10 Pułk Kolejowy im. Powstańców Śląskich – jednostka wojskowa Zgrupowania Wojsk Kolejowych i Drogowych ludowego Wojska Polskiego.
Pułk stacjonował w  twierdzy w Przemyślu. Razem z 2 Pułkiem  Kolejowym z Inowrocławia, 3 Warszawskim Pułkiem Mostowym z Płocka, 4 Pułkiem Drogowo-Eksploatacyjnym z Niska, 5 Pułkiem Kolejowo-Mostowym z Modlina, 8 Pułkiem Mostowym z Grudziądza,  11 Pułkiem Kolejowym z Przemyśla, 12 Pułkiem Kolejowym z Tarnowskich Gór i 12 Pułkiem Drogowo-Eksploatacyjnym z Modlina wchodził w skład Zgrupowania Wojsk Kolejowych i Drogowych.